# Colonia La Verbena
La Verbena es una colonia que se encuentra en la zona 7 de la Ciudad de Guatemala, y colinda con las colonias «Quinta Samayoa», «Castillo Lara» en la zona 7 y el barranco que le separa de la zona 3. Poco a poco se fue poblando esta colonia que tiene como patrona a La Virgen de la Medalla Milagrosa y su fecha de aniversario es el 27 de noviembre. Se dice que antes de ser una colonia era una finca.

## Historia

### Cementerio La Verbena
El territorio donde actualmente se encuentra la colonia era originalmente una finca en las afueras de la Ciudad de Guatemala, conocida entonces como «Finca La Verbena» en los «Llanos de Urbina». En 1935 la «Finca La Verbena» fue comprada por el gobierno del general Jorge Ubico para la construcción de una ampliación del Cementerio General de la Ciudad de Guatemala, el cual estaba por colapsar.  En 1939, el gobierno inauguró el nuevo cementerio: el «Cementerio La Verbena».

### Colonia La Verbena
Los trabajadores del cementerio habitaron los alrededores del cementerio y estos invitaron a sus amigos y familiares a residir en el sector, sin pagar por los derechos correspondientes. Cuando los funcionarios del gobierno se dieron cuenta de lo que estaba ocurriendo, prohibieron el ingreso de materiales a la finca. Esta situación cambió luego de la renuncia del general Ubico el 1.º de julio de 1944, y de la revolución de octubre de 1944. Aprovechando los cambios drásticos que estaban ocurriendo en el país, continuaron las invasiones. Finalmente, por decretos emitidos el 2 de septiembre y 27 de noviembre de 1950 el entonces presidente Dr. Juan José Arévalo indicó que no permitiría que se desalojara a lo invasores, lo que propició que se poblara aún más el área. La población se incrementó cuando debido a la ampliación del Aeropuerto Internacional La Aurora en los años 60 fueron trasladados los habitantes de la colonia «La Aviación» zona 13 hacia la colonia La Verbena. Fue en el año de 1967 cuando se estableció un pago de Q0.10 por metro cuadrado de tierra para tener seguridad y no ser desalojados los cuales se pagaron al Banco Nacional de la Vivienda (BANVI).

### Terremoto de 1976
La ladrillera utilizada para las construcciones del cementerio estaba donde se encuentra actualmente la «Escuela Japón», la que a su vez se encontraba donde actualmente encuentra el salón comunal de la colonia «6 De Octubre»; la escuela fue trasladada a su solar actual tras ser destruido por el Terremoto de Guatemala de 1976. También debido al terremoto de 1976 fueron trasladados a La Verbena los vecinos de la colonia «La Ruedita» de la zona 3.

### Historia reciente
La Verbena tuvo un periodo conflictivo de 1990 a 1998 con grupos delicuenciales organizados. Grupos integrados en su mayoría por adolescentes, los cuales ya no existen y en su momento fueron lideradas por Jorge Mario Moreira Reyes alias el "marino" y Víctor Raúl Ibarra quienes lideraban la estructura delictiva "el canguro" dedicada al robo de vehículos, venta de drogas y secuestros. El primero asesinado en el centro correccional pavon en el año 2019 y el segundo abatido por la policía en 1995. A principios del siglo XXI se ha visto invadida por el flagelo del narcotráfico y el sicariato. Actualmente el nivel de delincuencia es alto y no es posible ingresar al centro de la colonia siendo los sectores más peligrosos la tortuga, el asentamiento y la ranchería. No se recomienda el ingreso a estos lugares bajo ninguna circunstancia. 

## Instituciones gubernamentales
En la colonia La Verbena se encuentran instalaciones de varias instituciones gubernamentales:
- (MAIMI)
- Secretaría de Obras Sociales de la Esposa del Presidente (SOSEP)
- Instituto Guatemalteco de Seguridad Social (IGSS)
- Hospital anti-tuberculoso San Vicente
- Hogares Infantiles
- Secretaría General de Planificación (SEGEPLAN)
- Convoyes Regionales[2]

## Centros Educativos
La colonia dispone de varios centros educativos:
- AMG Internacional.
- Escuela Pública Japón jornada matutina ambas, escuelas comparten el mismo inmueble con la Escuela María Luisa Aragón.
- Escuela Pública María Luisa Aragón jornada vespertina de nivel primario.
- Centro Educativo Complementario Padre Ottorino